# Giro delle Fiandre 1926
Il Giro delle Fiandre 1926, decima edizione della corsa, fu disputato il 21 marzo 1926, per un percorso totale di 217 km. Fu vinto dal belga Denis Verschueren, al traguardo con il tempo di 7h12'30", alla media di 30,100 km/h, davanti ai connazionali Gustave Van Slembrouck e Raymond Decorte.
I ciclisti che partirono da Gand furono 76 mentre coloro che tagliarono il traguardo, sempre a Gand, furono 26.

## Ordine d'arrivo (Top 10)
| Pos. | Corridore              | Squadra        | Tempo    |
| ---- | ---------------------- | -------------- | -------- |
| 1    | Denis Verschueren      | Wonder-Ravat   | 7h12'30" |
| 2    | Gustave Van Slembrouck | J.B. Louvet    | s.t.     |
| 3    | Raymond Decorte        | J.B. Louvet    | s.t.     |
| 4    | Julien Delbecque       | Armor-Dunlop   | s.t.     |
| 5    | Leon Parmentier        | Automoto       | s.t.     |
| 6    | Omer Vermeulen         | Meteore-Wolber | s.t.     |
| 7    | Gaston Rebry           | Peugeot-Wolber | s.t.     |
| 8    | August Verdyck         | Automoto       | a 2'30"  |
| 9    | Nicolas Frantz         | Alcyon-Dunlop  | a 6'00"  |
| 10   | Jules Huyvaert         | La Française   | s.t.     |